# Gesamtkatalog der Wiegendrucke

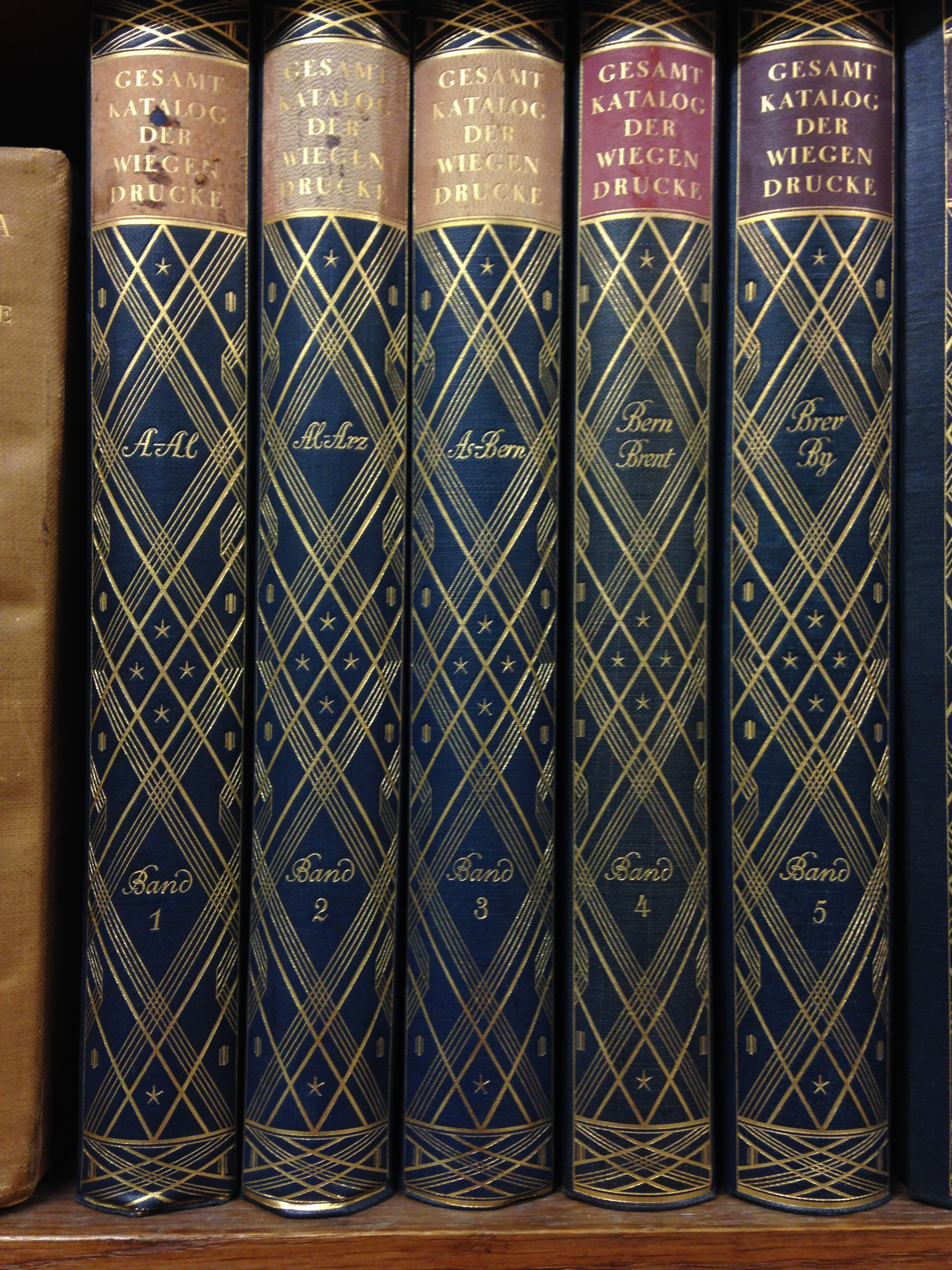
Les dos des cinq premiers volumes du Gesamtkatalog der Wiegendrucke

Le Gesamtkatalog der Wiegendrucke (abrégé en GW, en français le catalogue complet des incunables) est le projet de publication d'un catalogue des incunables réalisé par la Staatsbibliothek de Berlin. Le Gesamtkatalog der Wiegendrucke est disponible partiellement sous forme imprimée, et dans son ensemble, mais dans un état encore provisoire, sous forme d'une base de données en ligne. 

## État du catalogue
Le premier volume de l'édition imprimée du catalogue a été publié en 1925 aux éditions Hiersemann. Depuis 1925 sont parus onze volumes, qui contiennent les articles « Abbey of the Holy Ghost » jusqu'à „« Hord, Jobst ».
L'évolution du catalogue est passée par des étapes successives. Le projet, commencé en 1904, a d'abord conduit à saisir l'ensemble des incunables allemands, saisie achevée avant la Première Guerre mondiale. Le premier volume est paru en 1925, suivi de six autres volumes jusqu'à la Seconde Guerre mondiale. Le projet est repris après la guerre, avec d'abord une réédition des sept premiers volumes, suivis des six autres. En parallèle est construite la base de données informatisée.

## Composition des entrées
Le Gesamtkatalog der Wiegendrucke a l'ambition de répertorier l'ensemble des incunables existant dans le monde, et des exemplaires encore conservés. Le catalogue est classé alphabétiquement par auteur et, pour les écrits anonymes, par titre. Ceci permet le mettre l'accent sur l'importance des œuvres dans histoire littéraire. Chaque entrée du catalogue est composée de données suivantes : 
1.— Une notice bibliographique ; indication sur l’auteur, le titre, éditeur, traducteur, commentateur, maison d'édition, imprimeur, lieu d'impression et format.
2.— Une collation ; informations sur la taille, le nombre de cahiers, classification, numérotation des pages, réclame d'imprimerie, arrangement et forme.
3.— La description du texte : reproduction du début (incipit) et de la fin explicit du texte.
4.— L'indication des sources et des exemplaires existantes.
Malgré son caractère incomplet, le GW est un outil de référence. Grâce notamment à ses descriptions précises et détaillées, il complète les autres catalogues existants.